# Milly Schwengle

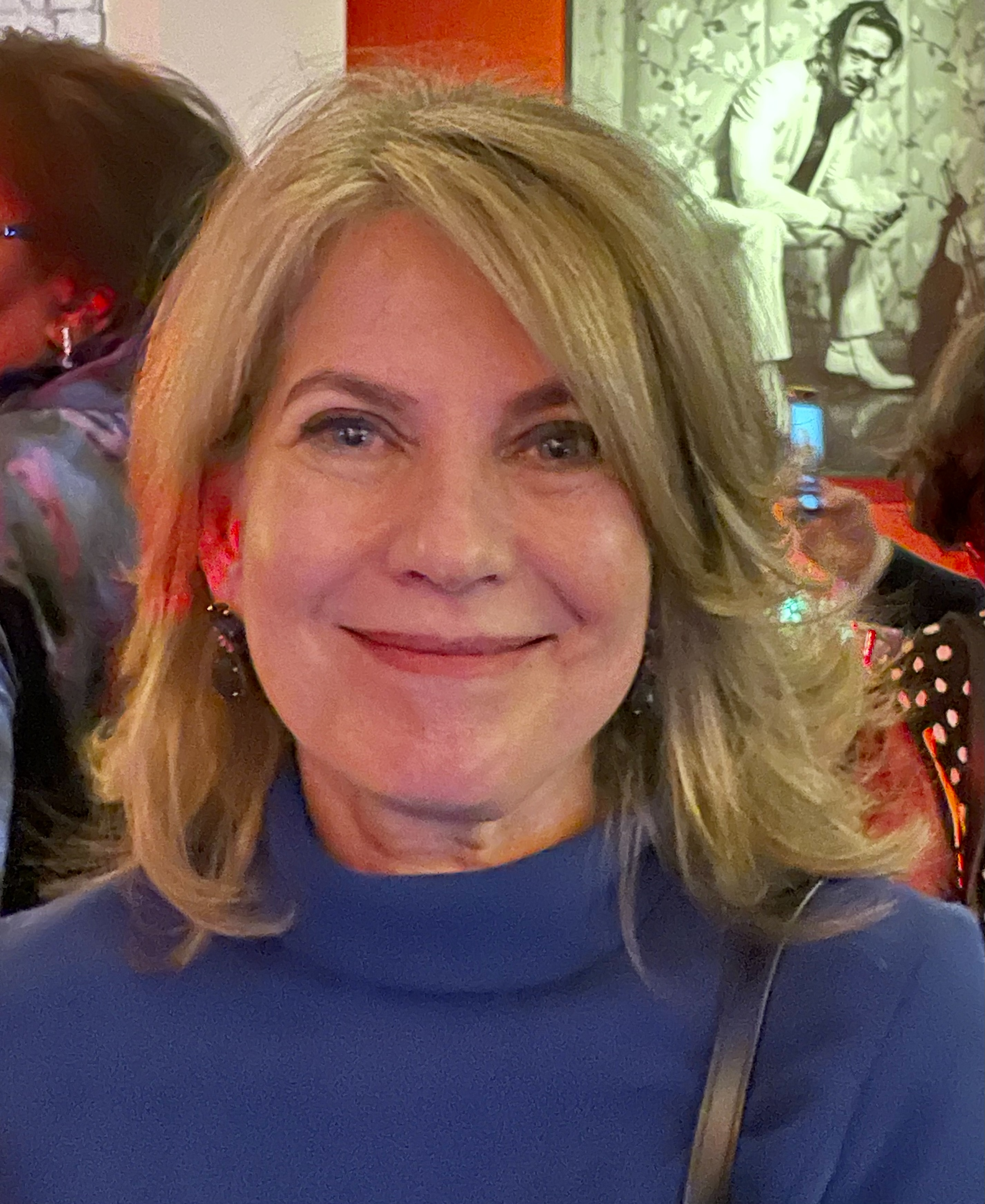
Schwengle in 2022

Mildred (Milly) Gabriela Maria Schwengle (Rotterdam, 26 november 1964) was van 1 november 2017 tot 1 november 2023 lid van de Raad van State van het Koninkrijk voor Aruba.

## Loopbaan
Mildred Schwengle studeerde rechten aan de Radboud Universiteit in Nijmegen.  Daarna was ze van 1990 tot 1992 plaatsvervangend officier van justitie bij het Openbaar Ministerie in Aruba. Van 1992 tot 1994 was zij griffier bij het Gerecht in eerste aanleg van Aruba. In 1994 maakte zij de overstap naar de advocatuur, waar ze zich specialiseerde in vennootschaps- en ondernemingsrecht. Sinds 1999 was zij managing partner bij het advocatenkantoor HBN Law in Aruba. Gedurende vier jaren bekleedde zij het decaanschap van de Arubaanse Orde van Advocaten. Van 2014 tot 2017 was zij lid van de Raad van Advies Aruba, de eerste vrouw in deze functie. Zij is per 1 november 2017 benoemd als lid van de Raad van State van het Koninkrijk voor Aruba.
Zij is tevens bestuurslid van de internationale non-profit ontwikkelingsorganisatie Alnaus Foundation. 
Leden:
Koning der Nederlanden · 
Th.C. de Graaf (vice-president) · 
R. Uylenburg (voorzitter ABRvS) · 
J.E.M. Polak · 
H.G. Sevenster ·  
L.F.M. Verhey ·  
B.P. Vermeulen 

Staatsraden: 
C.H.M. van Altena ·
T. Avedissian* ·
H.J.M. Baldinger · 
A.W.M. Bijloos · 
J.C. Boeree* ·
C.J. Borman ·
J.H. van Breda ·
B.J. Bruins ·
K.M. Buitenweg ·
W.D. Bult-Spiering ·  
E.J. Daalder ·
J.Th. Drop · 
V.V. Essenburg · 
B.J. van Ettekoven · 
M.W.C. Feteris* ·
J.J.W.P. van Gastel · 
F.H.G. de Grave · 
J.W. van de Gronden* ·
G. de Groot* ·
J.F. de Groot · 
J. Gundelach ·
G.J.J. Heerma van Voss ·
S.J.C. Hemels · 
M. den Heijer · 
J. Hoekstra · 
G.J.H. Houtzagers · 
G.T.J.M. Jurgens ·
M.M. Kaajan · 
P.H.A Knol · 
R.W.L. Koopmans* · 
A. Kuijer · 
C.C.W. Lange ·
B. Meijer ·
E.A. Minderhoud ·
A.J.C. de Moor-van Vugt ·
J.M.L. Niederer ·
A.G.A. Nijmeijer* ·
W. den Ouden · 
J.C.A. de Poorter · 
B.P.M. van Ravels · 
J. Schipper-Spanninga ·  
J.A.W. Scholten-Hinloopen ·
C.H. Sieburgh* ·
N.J. Schrijver ·
Th.G.M. Simons* · 
G. Snijders* ·
M. Soffers · 
G. Snijders* · 
E. Steendijk ·
A.L.J. van Strien* · 
R.J.M. van den Tweel ·
A. ten Veen · 
G.O. van Veldhuizen ·
H.C.P. Venema ·
D.A. Verburg ·
N. Verheij · 
M.B. Vos ·
P.J. Wattel* ·
R.J.G.M. Widdershoven* ·
J.M. Willems · 
C.M. Wissels · 
S.F.M. Wortmann · 
R. van Zwol 
(*staatsraad in buitengewone dienst)

Staatsraad van het Koninkrijk:
M.G.M. Schwengle (Aruba) · P.R.J. Comenencia (Curaçao) · M.C. van der Sluijs-Plantz (Sint Maarten)